# 葉昇瓚
葉昇瓚（Daniel Ip Sing Tsan，1983年12月18日—），曾任國泰航空空中服務員、無綫新聞台及無綫互動新聞台主播、NOW新聞台及NOW財經台主播和職財經公關經理。現在任職保險及財富管理經理。
葉昇瓚曾就讀順德聯誼總會何日東小學（與香港政治人物黃梓謙為同學）和基督教香港信義會元朗信義中學，後畢業於香港城市大學。於2012年6月26日轉到無綫新聞成為無綫新聞台及無綫互動新聞台主播，兼任《中華掠影》、《時事通識》、《周末主播室》等時事資訊節目主持，亦負責《周五搜記》（後改為《周六搜記》）之採訪工作。葉昇瓚亦是無綫電視第一位主持粵語《天氣報告》的男主播。
由2012年7月開始，負責報導《新聞提要》，並先後兼任《午間新聞》主播及《六點半新聞報道》主播。2014年12月20日，葉昇瓚首次主持《2014國際大事回顧》，接替原屬的主持人羅若安。
2013年7月4日，《蘋果日報》報道，因為袁志偉不滿葉昇瓚的髮型而被調離，所以導致同台另一女主播黃紫盈與張文采因工作問題爆發罵戰，令黃紫盈於6月27日於互動新聞台的新聞直播中落淚，有「是非主播」之稱。同日下午，眾主播被黃淑明召返公司開閉門會議。。
2014年9月，與當時的空姐女友（羅力威的胞姊）於峇里結婚，同年11月回港補辦喜酒，他們婚後育有一子一女。
葉昇瓚於2015年10月9日正式離任無綫電視新聞部，其後轉往財經界出任財經公關一職。同時亦以自由身擔任企業、品牌或大型活動司儀與接拍廣告、硬照等工作；葉昇瓚是香港男創作歌手羅力威的姐夫；現在任職富通保險財富管理經理。2021年3月舉家移民到澳洲珀斯定居。

## 專訪
- 2015年10月20日:《FACE Magazine》
- 2015年11月23日:《信報》

## 電影
- 2016年：《寒戰II》

## 外部連結
- 葉昇瓚的新浪微博
- 葉昇瓚的Instagram帳戶
- 男神主播下月返新工 葉昇瓚：多咗時間陪家人 （页面存档备份，存于）
- 葉昇瓚否認因人事關係離無綫：轉環境 （页面存档备份，存于）
- 男神主播葉昇瓚 自薦被陳志雲拒絕 （页面存档备份，存于）

1. ↑  . 蘋果日報. 2013年7月4日  [2013年7月4日]. （原始内容存档于2016年3月21日）.
2. ↑  . 蘋果日報. 2013年7月4日  [2013年7月6日]. （原始内容存档于2016年3月4日）.
3. ↑  . 蘋果日報. 2018-05-20  [2018-05-20]. （原始内容存档于2019-10-09）.
4. ↑  . 蘋果日報. 2013年7月5日  [2013年7月5日]. （原始内容存档于2016年9月28日）.